# Спомен-биста Стевану Раичковићу у Београду
Спомен-биста Стевану Раичковићу је споменик у Београду. Налази се на Калемегдану у општини Стари град.

## Опште карактеристике
Биста је посвећена Стевану Раичковићу (Нересница код Кучева, 5. јул 1928 — Београд, 6. мај 2007) српском песнику и академику. Свечано ју је открио српски песник и академик Матија Бећковић 4. јануара 2012. године. Израдио ју је српски вајар Александар Зарин, а налази се наспрам спомен-бисте Милоша Црњанског.